# Coltrane Jazz
Coltrane Jazz é um álbum de estúdio do músico de jazz John Coltrane. Foi lançado em 1960 pela Atlantic Records.
| Críticas profissionais                                                      | Críticas profissionais |
| Avaliações da crítica                                                       | Avaliações da crítica  |
| Fonte                                                                       | Avaliação              |
| --------------------------------------------------------------------------- | ---------------------- |
| Allmusic                                                                    | [ 2 ]                  |
| Esta tabela precisa de ser acompanhada por texto em prosa. Consulte o guia. |                        |

## Faixas
Todas as composições são de John Coltrane, exceto onde observado.
1. "Little Old Lady" (Hoagy Carmichael, Stanley Adams)– 4:24
2. "Village Blues" – 5:23
3. "My Shining Hour" (Harold Arlen) – 4:52
  - Johnny Mercer escreveu a letra da canção, mas esta gravação é instrumental.
4. "Fifth House" – 4:41
5. "Harmonique" – 4:13
6. "Like Sonny" – 5:54
7. "I'll Wait and Pray" (George Treadwell, Jerry Valentine) – 3:34
8. "Some Other Blues" – 5:36

## Músicos
Gravado em 24 de novembro de 1959, 2 de dezembro de 1959, e 21 de outubro de 1960, em Nova Iorque.
- John Coltrane - sax soprano e sax tenor;
- Wynton Kelly – piano (faixas 1, 3-7);
- McCoy Tyner – piano (faixa 2);
- Paul Chambers - baixo (faixas 1, 3-7);
- Steve Davis – baixo (faixa 2);
- Jimmy Cobb – bateria (faixas 1, 3-7);
- Elvin Jones – bateria (faixa 2).